# 吉田ゆり子
吉田 ゆり子（よしだ ゆりこ、1958年4月 - ）は、日本の歴史学者。専門は日本近世史。
東京外国語大学名誉教授、博士（文学）。

## 学歴
- 1982年 - お茶の水女子大学文教育学部卒業
- 1984年 - お茶の水女子大学大学院人文科学研究科修士課程修了
- 1987年 - 同博士課程単位取得退学。
- 2001年 - 東京大学より博士（文学） 学位授与。

## 職歴
- 1987年 - お茶の水女子大学人間文化研究科 助手
- 1990年 - 日本学術振興会特別研究員
- 1991年 - 東京外国語大学外国語学部 助手
- 1993年 - 同 講師
- 1996年 - 同 助教授
- 2002年 - 同 教授
- 2009年 - 東京外国語大学総合国際学研究院 教授（国際社会部門・地域研究系、大学院重点化に伴う配置換え）
- 2024年 - 東京外国語大学を定年退職、名誉教授

## 研究業績
- 『兵と農の分離』山川出版社、2008年
- 「山門の公人」、『身分的周縁と近世社会』吉川弘文館、2007年、90－111頁
- 『兵農分離と地域社会』、校倉書房、2000
- 『周縁化された芸能者と近世社会』 吉川弘文館、2024年12月　ISBN　9784642043625

| スタブアイコン | サブスタブ | この項目は、まだ閲覧者の調べものの参照としては役立たない、人物に関連した書きかけの項目です。この項目を加筆・訂正などしてくださる協力者を求めています（P:人物伝/PJ:人物伝）。 |